# Гормональные инъекции
Гормональные инъекции — метод гормональной контрацепции, заключающий в себе введение гормональных контрацептивов инъекционным путём. Женщинам делают внутримышечные инъекции прогестина каждые 3 месяца. Данный метод сильно уступает оральным контрацептивам, так как инъекционное введение прогестина, как и любая другая инъекция, весьма болезненно. Гормональные контрацептивы могут с таким же успехом всасываться в кишечнике, при этом эта процедура совершенно безболезненна, в отличие от гормональных инъекций. Поэтому женщины чаще предпочитают гормональным инъекциям оральные контрацептивы. Однако, гормональные инъекции, как правило, имеют один плюс: одного укола достаточно для поддержания контрацептивного эффекта на несколько месяцев. Контрацептивные препараты для мужчин пока ещё достаточно малоэффективны и имеют множество побочных эффектов, но инъекции — пока единственный метод введения их в организм мужчины.
Механизм действия:
- подавляют овуляцию
- изменяют структуру эндометрия (слизистой оболочки матки) — оплодотворённая яйцеклетка не может прикрепиться к стенкам матки
- сгущают цервикальную слизь, делая шейку матки непроходимой для сперматозоидов
- влияют на двигательную способность сперматозоидов, делая их менее подвижными